# تتبع النوم
تَتبع النوم هو عملية مراقبة نوم الشخص من خلال قياس الخمول والحركة. يُطلق على الجهاز الذي يتتبع نوم الشخص اسم متتبع النوم. ومن الأمثلة على ذلك: متتبعات النوم المخصصة، وأجهزة التتبع التي تُثبت على وسادة الشخص، والهواتف الذكية، وأجهزة تتبع اللياقة البدنية، والساعات الذكية، وغيرها من الأجهزة القابلة للارتداء.
تكون بعض أجهزة تتبع النوم قادرة على تتبع مراحل نوم الشخص (النوم الخفيف، النوم العميق، نوم الريم) ومدة نوم الشخص، ونوعية نوم الشخص، واتساق نومه. تقدم بعض متتبعات النوم ميزات أخرى مثل «درجات النوم» التي تبين مدى جودة نوم الشخص، و«الإنذارات الذكية» التي توقظ الشخص خلال فترة زمنية محددة بناءً على ظروف نوم الشخص، والقدرة على التتبع كمية الضوء ودرجة الحرارة في غرفة نوم الشخص.
اعتبارًا من عام 2017، تشير التقديرات إلى أن 10٪ من البالغين في الولايات المتحدة يستخدمون أجهزة لياقة يمكن ارتداؤها أو جهاز تتبع النوم بصورة منتظمة.

## الفعالية
قال الدكتور آلان شوارتز، مدير مركز اضطرابات النوم في مركز جونز هوبكنز بايفيو الطبي، إنه يمكن أن تكون أجهزة تتبع النوم مفيدة لمساعدة الشخص في التعرف على أنماط عادات نومه، إلا أنها غير قادرة على قياس نوم الشخص بشكل مباشر على عكس دراسة النوم بصورة مفصلة. ولكن وفقًا لشوارتز الذي يعتقد بأن «معظم أجهزة تتبع النوم تُخمن مقدار النوم الفعلي». وأن المعلومات التي يوفرها المتتبع للشخص الذي يستخدمها يجب أن تؤخذ بحذر، وسيظل يمنحك الجهاز شيئًا للتفكير به.
قال الدكتور دبليو كريس وينتر، مستشار نوم صحة الرجال ومؤلف كتاب (حل النوم، لماذا يتغير نومك وكيف تُصلحهُ)، إن البيانات التي توفرها أجهزة تتبع النوم يمكن أن تكون مفيدة والتي تساعدنا في معرفة نمط نوم الشخص بمرور الوقت مثل معرفة الوقت الإجمالي الذي يُحتمل أن ينام فيه الشخص. ومع ذلك، قال وينتر أيضًا إن أجهزة التتبع يمكن أن تواجه صعوبة في تحديد مرحلة النوم التي يمر بها الشخص. وقالت الدكتورة إيشا جوبتا، طبيبة الأعصاب في IGEA Brain & Spine، إن أجهزة تتبع النوم تقدم طريقة جيدة لاكتساب فكرة عامة عن عدد المرات التي يستيقظ فيها الشخص في الليل، والمدة التي يستغرقها الشخص للنوم، والعادات التي يمكن أن تساعد الشخص على تعديل نومه، مثل تحديد موعد مبكر للنوم أو إبقاء غرفة نومه باردة. ومع ذلك، وفقًا لغوبتا، هناك قلق من أن المتتبعين يبالغون في تقدير النوم مثلاً عندما لا يستطيع الشخص أن ينام على الرغم من أن جسمه ساكن ومعدل ضربات قلبه بطيئة.
أوصى رافائيل فالات، باحث ما بعد الدكتوراه في مركز علوم النوم البشري بجامعة كاليفورنيا، بيركلي، بأنه يجب على الأشخاص عدم المبالغة بالتحقق من بيانات نومهم من خلال أجهزة تتبع النوم لأن ذلك سيؤدي إلى تساؤلات كثيرة فمثلاً عندما ينام الشخص ساعات قليلة سيعتقد بأنه سيتعب بسرعة أو سيكون في مزاج سيء.
في دراسة نُشرت في مجلة طب النوم السريري في 15 فبراير 2017، وجد باحثون من كلية الطب بجامعة راش وكلية الطب بجامعة نورث وسترن أن المرضى الثلاثة المشاركين في الدراسة باستخدام أجهزة تتبع النوم اشتكوا من بيانات النوم التي كانت موجودة والتي تُجمع بواسطة التطبيقات والأجهزة من Nike وApple و Fitbit وشركات أخرى. ووجد الباحثون أيضًا أن المرضى المعنيين أمضوا وقتًا طويلاً في الفراش من أجل زيادة «عدد ساعات نومهم»، الأمر الذي أدى في الواقع إلى تفاقم حالة الأرق لديهم. حَذر الباحثون المشاركون في الدراسة من أن أجهزة تتبع النوم يمكن أن توفر بيانات غير دقيقة وتزيد من حالة الأرق لدى الشخص الذي يستخدم الجهاز بجعلهم مهووسين بشكل غير صحي بتحقيق النوم المثالي، وهي حالة أطلق عليها الباحثون اسم Orthosomnia، والتي صاغوها خلال هذه الدراسة.